# X-Radar
x-RadarはPetaMapとソニーが開発したスポット検索ソフトであり、x-アプリシリーズの一つ。
2009年11月から携帯電話向けの「x-Radar Mobile」（2012年3月29日終了）、2010年1月からPSP向けの「x-Radar Portable」が提供されている。

## 機能
無料SNS「PetaMap」の登録情報と連動して、現在地から半径3キロメートル周辺に存在するレストラン・病院・ホテル・テーマパークなど様々なジャンルのスポットを検索する。
デザインのカスタマイズも可能。
GPSを用いて、実際の現在地付近のスポットの検索が可能。駅やレストランなどジャンルを絞ることも出来る。また、そのスポットの詳細情報を見ることができる。有料の詳細地図を購入することで、より高度なスポット検索が可能である。
また、PlaceEngineを搭載しており、付近にあるWi-Fiアクセスポイントを取得することで、GPSが利用できない場所でも現在位置を画面上に表示することもできる。

## x-Radar Portable
x-Radar Portableは、x-RadarのPlayStation Portableへの移植版。
システムソフトウェアバージョン6.35から、XMBの「エクストラ」に追加されている。

### 機能
- 現在地付近のスポットを集めることが可能で、本ソフトのキャラクターである「ゴースト」をレベルアップさせることできる。また、「ゴースト」をお出かけさせることが可能であり、レベルによって移動速度が変化する。

- ニッポンのあそこでやみんなのナビに登録されたスポットデータと併用可能である。

## x-Radar Powered by PetaMap
x-Radar Powered by PetaMapはPetaMapとソニーが開発したAndroid専用のスポット検索アプリである。無線LANやGPSから位置情報を取得し、「PetaMap」の登録情報と連動して半径3キロメートル以内にあるさまざまなスポット情報をサーチし、レーダー画像による方角ナビで目的地の方向を示す。
『x-Radar Portable』のPSP「プレイステーション・ポータブル」クロスメディアバー上のアイコンからのダウンロードおよび追加コンテンツの販売は、2014年3月27日(木)をもって終了。なお、購入済み追加コンテンツの再ダウンロードは、2014年6月30日（月）をもって終了している。